# Cerodirphia radama
Cerodirphia radama är en fjärilsart som beskrevs av Druce 1904. Cerodirphia radama ingår i släktet Cerodirphia och familjen påfågelsspinnare. Inga underarter finns listade i Catalogue of Life.